# Alyona Kolesnik
Alyona Kolesnik (en ucraniano: Альона Колесник; 29 de enero de 1995) es una deportista azerbaiyana de origen ucraniano que compite en lucha libre.
Ganó cuatro medallas de bronce en el Campeonato Europeo de Lucha, entre los años 2017 y 2024. En los Juegos Europeos de Minsk 2019 obtuvo una medalla de bronce en la categoría de 57 kg.

## Palmarés internacional
| Juegos Europeos    | Juegos Europeos     | Juegos Europeos   | Juegos Europeos |
| Año                | Lugar               | Medalla           | Categoría       |
| ------------------ | ------------------- | ----------------- | --------------- |
| 2019               | Minsk (Bielorrusia) | Medalla de bronce | 57 kg           |
| Campeonato Europeo |                     |                   |                 |
| Año                | Lugar               | Medalla           | Categoría       |
| 2017               | Novi Sad (Serbia)   | Medalla de bronce | 55 kg           |
| 2018               | Kaspisk (Rusia)     | Medalla de bronce | 57 kg           |
| 2019               | Bucarest (Rumania)  | Medalla de bronce | 57 kg           |
| 2024               | Bucarest (Rumania)  | Medalla de oro    | 59 kg           |